# Gargara hyalina
Gargara hyalina är en insektsart som beskrevs av Kato 1930. Gargara hyalina ingår i släktet Gargara och familjen hornstritar. Inga underarter finns listade i Catalogue of Life.